# Max Payne
Max Payne este un joc video gen third-person shooter câștigător al premiului BAFTA dezvoltat de Remedy Entertainment, produs de 3D Realms și publicat de Gathering of Developers în Iulie 2001 pentru PC. Portări ale jocului pe Xbox și PlayStation 2 au fost publicate de Rockstar Games. O portare pentru Mac a fost publicată în Iulie 2002 de MacSoft în America de Nord și de Feral Interactive în restul lumii. Au existat planuri pentru o versiune a Dreamcast a Max Payne dar proiectul a fost anulat datorită discontinuitatii consolei. Max Payne a fost relansat în Aprilie 2009 ca un joc descărcabil în programul Xbox Originals pentru Xbox 360.
Spre deosebire de alte jocuri video, Max Payne nu folosește obișnuitele filmuleție cinematografice pentru a face legatură între nivele sau evenimente. Acestea sunt înlocuite de "graphic novel", similare cu benzile desenate, dar având sunet, imagini si voci de înaltă calitate.

## Subiect
Firul poveștii se concentrează in jurul lui Max Payne, un polițist de la NYPD (Departamentul de Poliție din New York) a cărui viața este dată peste cap atunci când iși găsește soția si fiica sa acasă omorate de mai mulți dependeți de droguri. Acțiunea se mută trei ani mai târziu, protagonistul lucrând sub acoperire in cadrul DEA-ului. Max lucrează la un caz implicând familia Punchinello, grup ce are legatură cu Mafia. 
Rezolvarea cazului îi va aduce lui Max răspunsuri la multe întrebari din trecutul său, mai ales despre adevaratul motiv din spatele uciderii soției și fiicei sale.
1. 1 2   https://cdaction.pl/gry/max-payne, accesat în 4 februarie 2025 Lipsește sau este vid: |title= (ajutor)
2. 1 2 3  Steam, accesat în 30 octombrie 2024
3. ↑   https://store.steampowered.com/app/202570/Max_Payne/ Lipsește sau este vid: |title= (ajutor)
4. ↑   https://www.mobygames.com/game/4529/max-payne/covers/windows/ Lipsește sau este vid: |title= (ajutor)
5. ↑  Humble Store
6. 1 2 3   https://usk.de/en/?s=max%20payne&jump=usktitle&post_type=usktitle Lipsește sau este vid: |title= (ajutor)